# Hero (Ángel)
Hero conocido en América Latina y en España como Héroe es el noveno episodio de la primera temporada de la serie de televisión estadounidense Ángel. Escrito por Tim Minear junto a Howard Gordon y dirigido por Tucker Gates. Se estrenó originalmente el 30 de noviembre de 1999.

## Argumento
Después de discutir por la grabación de un comercial publicitario para Investigaciones Ángel. Doyle tiene una visión de un grupo de personas en problemas. En la escena de la visión el grupo se da cuenta de que los necesitados son un grupo de demonios mestizos llamados Lister quienes están siendo perseguidos por El verdugo un ejército de demonios puros que odian y matan todos los demonios de sangre sucia. 
Doyle comienza a mostrar un comportamiento extraño al estar con los Lister y acaba revelándole a Ángel el resto de su pasado: antes de enterarse de su condición como semidemonio Doyle le dio la espalda a los últimos de su especie quienes por esas fechas fueron eliminados implacablemente por el verdugo. También le dice a Ángel que no hay manera de detener al verdugo y que la mejor manera de garantizar la supervivencia de los Lister es ayudándolos a huir de la ciudad.  
Ángel escucha la sugerencia de su amigo y con ayuda de Cordelia arregla que los Lister viajen en un barco de carga. No obstante el viaje se retrasa cuando un lister adolescente de carácter muy pesimista escapa del grupo. Doyle se ofrece a buscarlo y consigue rescatarlo del verdugo con ayuda de Ángel quien finge unirse con los demonios para poder detenerlos de manera interna. 
El verdugo que se asemeja a un ejército de nazis traen un aparato especial con la capacidad de desintegrar a todo ser que lleve sangre humana por si fuera poco son informados del plan de escape de los Lister en el puerto donde esperan asesinarlos a todos.
En el puerto Doyle llega con el lister adolescente pero tiene que enfrentarse con una enfurecida Cordelia quien ha descubierto su condición como mestizo entre humano y demonio. De repente al puerto llega el verdugo donde activan el aparato mata mestizos y se marchan inmediatamente convencidos de que el acto acabara con los Lister.
Sintiéndose responsable de la situación, Ángel se compromete a desactivar la máquina consiente de que el acto acabara con su vida en el progreso. Sin embargo para sorpresa de todos los presentes Doyle noquea a Ángel, le da un beso a Cordelia y se lanza a la máquina la que consigue desactivar antes de desintegrarse en el aire.
Esa misma noche Ángel y Cordelia miran la cinta del comercial que Doyle grabó, despidiéndose para siempre de su amigo.

## Detalles de la Producción
El supervisor de efectos visuales Loni Peristere le describió a David Greenwalt su visión de la muerte de Doyle como "Quiero derretirlo hasta matarlo... quiero derretir su carne, sus músculos y sus huesos". Pero Peristere reconoció el efecto que pudieron tener las imágenes en la televisión, razón por la cual en la secuencia se le ve a Doyle con su rostro de demonio.

## Continuidad
- Este episodio marca la muerte de Doyle.
- Se graba el comercial de Doyle que vuelve aparecer en episodios posteriores.
- Cordelia por fin descubre que Doyle es semidemonio.
- A pesar de que el ejército "El Verdugo" no vuelve aparecer en la serie son mencionados como los posibles amenazas en contra de Connor.

## Recepción y Espectadores
Este episodio fue listado en el ' top cinco de episodios destacados de la serie por revista Angel. También apareció como el n.º 8 en la lista de los 10 episodios favoritos de Angel por Slayage.com.